# Турсынбаева, Элизабет Байтаковна
Элизабет Байтаковна Турсынбаева (каз. Элизабет Байтаққызы Тұрсынбаева; род. 14 февраля 2000 года, Москва, Россия) — казахстанская фигуристка, выступавшая в одиночном катании. Первая фигуристка в истории, исполнившая четверной прыжок (сальхов) на взрослых официальных соревнованиях.
Серебряный призёр чемпионата мира 2019 года, серебряный призёр чемпионата четырёх континентов 2019 года, серебряный призёр зимней Универсиады 2019 года, бронзовый призёр II зимних юношеских Олимпийских игр (2016), четырёхкратная чемпионка Казахстана (2014—2017)[уточнить], бронзовый призёр зимних Азиатских игр 2017 года.

## Биография
Родилась в Москве, где её отец Байтак Турсынбаев, юрист по образованию (окончил Карагандинский университет в 1992 году), занимался бизнесом. Мать, Падишахан Султаналиева, окончила экономический факультет МГУ им. М. Ломоносова. Когда мать была в роддоме, она смотрела фильм «Клеопатра» с Элизабет Тейлор и решила назвать дочь в честь известной актрисы. В детстве Элизабет Турсынбаева много болела, иммунитет был слабым, и родители привели её в секцию фигурного катания, как ранее и сына Тимура. Тимур Турсынбаев стал дважды чемпионом клуба ЭШВСМ «Москвич», выиграл ряд российских и международных турниров. Но отец часто вывозил своих детей и на казахстанские турниры. Когда Турсынбаева весной 2013 года завоевала золото в первенстве Москвы среди юниоров, и её включили в сборную Москвы и России, на семейном совете было решено, что она будет выступать за Кызылординскую область и Казахстан.
С 2005 года занималась фигурным катанием в ЭШВСМ «Москвич» (Москва) у тренеров Натальи Дубинской и Александра Шубина. В начале сезона 2011/12 перешла к Елене Водорезовой и Светлане Соколовской в ЦСКА. В 2012 и 2013 годах тренировалась в СДЮСШОР № 37 (Москва) в группе у Этери Тутберидзе. В 2013 году переехала в канадский город Торонто, где с ней стал работать Брайан Орсер. 
В марте 2014 года дебютировала на юниорском чемпионате мира (13—19 лет) в болгарской Софии и заняла 11 место. В послеолимпийском сезоне 2014/2015 годов финишировала второй на юниорском этапе Гран-при в Дрездене, а на юниорском чемпионате мира в Таллине осталась в шаге от пьедестала. В том же сезоне впервые выиграла чемпионат Казахстана среди взрослых и в дальнейшем неоднократно повторяла этот успех.
В сентябре 2015 года стартовала в новом сезоне в США, где была второй на турнире в Солт-Лейк-Сити. Это был её первый взрослый международный турнир, и на нём ей удалось превзойти все свои прежние спортивные достижения. Через месяц на турнире в Канаде заняла первое место, впервые став победителем на взрослом турнире. В начале декабря заняла второе место на турнире «Золотой конёк Загреба» в Хорватии. В начале февраля выступала на юношеских Олимпийских играх в Хамаре, где заняла третье место. В начале апреля на мировом чемпионате в Бостоне пробилась в дюжину лучших одиночниц мира. В конце апреля, выступая в США за команду Азии на Кубке континентов, улучшила свои достижения в короткой и произвольной программах.
Осенью 2016 года Турсынбаева выступила на турнире Autumn Classic International в Монреале, где в упорной борьбе заняла третье место. В феврале 2017 года приняла участие в VIII зимних Азиатских играх в Саппоро, где также выиграла бронзовую награду. В конце марта на чемпионате мира в Хельсинки вошла в десятку лучших фигуристок мира. При этом сумела завоевать две путёвки для своей страны на Олимпиаду в Южную Корею и улучшила свои прежние спортивные достижения в сумме и произвольной программе.
Новый олимпийский сезон начала в Монреале, где на турнире Autumn Classic International финишировала с бронзовой медалью. Через месяц победила на турнире серии «Челленджер» в Минске. В середине ноября выступила на французском этапе Гран-при в Гренобле, где стала пятой. В конце января 2018 года на континентальном чемпионате в Тайбэе заняла 12 место.
В феврале 2018 года выступила на зимних Олимпийских играх в Пхёнчхане. За свой прокат в произвольной программе набрала 118,30 балла, что в сумме с короткой программой (57,95 балла), где она была 15-й, дало 177,12 балла. В итоге она заняла общее 12-е место. 
В июне 2018 года стало известно, что Турсынбаева закончила пятилетнее сотрудничество с канадским тренером Брайаном Орсером и вернулась в Россию к Этери Тутберидзе. Вскоре после этого ей удалось добиться наиболее значимых успехов в своей спортивной карьере. В феврале 2019 года на чемпионате четырёх континентов в Анахайме она уступила лишь японской фигуристке Рике Кихире и выиграла серебряную медаль этих престижных соревнований. В марте того же года на чемпионате мира в Сайтаме также стала серебряным призёром вслед за другой ученицей Тутберидзе  Алиной Загитовой (Россия). Причём в произвольной программе Турсынбаева смогла исполнить чистый четверной сальхов и вошла в историю как первая фигуристка, которая выполнила прыжок в четыре оборота на взрослых соревнованиях. До неё четверные прыжки покорялись только японке Мики Андо и россиянке Александре Трусовой на юниорских стартах.
Эти достижения Турсынбаевой были высоко оценены в Казахстане. В 2019 году она стала лауреатом Государственной молодёжной премии «Дарын» в области спорта и Национальной премии «Народный любимец — 2019» в номинации «Лучшая спортсменка года». В декабре 2019 года она также была награждена медалью «За трудовое отличие».
В последующие два сезона спортсменка боролась с хронической травмой спины, которая не позволяла ей полноценно тренироваться и выступать на соревнованиях. В 2020 году Элизабет сообщила о поступлении в МГИМО на специальность «Международная журналистика», а в сентябре 2021 года официально объявила о вынужденном завершении своей спортивной карьеры.

## Программы
| Сезон     | Короткая программа                                                                                | Произвольная программа                                                                                         | Показательное выступление                                                                         |
| --------- | ------------------------------------------------------------------------------------------------- | --- | ------------------------------------------------------------------------------------------------- |
| 2018—2019 | - «Лунная соната» Людвиг ван Бетховен                                                             | - Времена года в Буэнос-Айресе: «Otoño Porteño» Астор Пьяццолла в исполнении Ensemble Nuevo Tango              | - «Adagio» Лара Фабиан                                                                            |
| 2017—2018 | - «Carmen Fantasy» Пабло де Сарасате, Жорж Бизе в исполнении Дэвида Гарретта                      | - «The Prayer» в исполнении Селин Дион, Андреа Бочелли                                                         |                                                                                                   |
| 2016—2017 | - «I Got Rhythm» Джордж Гершвин в исполнении Никки Янофски                                        | - «Принцесса Мононоке» Дзё Хисаиси                                                                             | - «Little Secret» Никки Янофски                                                                   |
| 2015—2016 | - «I Got Rhythm» Джордж Гершвин в исполнении Никки Янофски - «Send in the Clowns» Стивен Сондхайм | - «Papa, Can You Hear Me?» (из фильма Йентл) Мишель Легран в исполнении Барбры Стрейзанд                       | - «Send in the Clowns» Стивен Сондхайм - «I Got Rhythm» Джордж Гершвин в исполнении Никки Янофски |
| 2014—2015 | - «Becoming a Geisha» (из фильма Мемуары гейши) Джон Уильямс                                      | - «Papa, Can You Hear Me?» (из фильма Йентл) Мишель Легран в исполнении Барбры Стрейзанд                       | - «Send in the Clowns» Стивен Сондхайм                                                            |
| 2013—2014 | - «Don’t Cry for Me Argentina (Remix)» (из мюзикла «Эвита») Эндрю Ллойд Уэббер                    | - «Crystallize» - «Immortal» - «Spontaneous» Линдси Стирлинг                                                   | - «Poesia Di Venzia» Rondò Veneziano                                                              |
| 2012—2013 | Пер Гюнт - «Morning Mood» - «In the Hall of the Mountain King» Эдвард Хагеруп Григ                | - «Dönmek» (из т/c Великолепный век) Айтекин Аташ - «The Feeling Begins» Питер Гэбриэл - «Harem» Сара Брайтман |                                                                                                   |
| 2011—2012 | - «Poesia Di Venzia» Rondò Veneziano                                                              | - «Papirosen» - «Machrozet Yehodit» Amen                                                                       |                                                                                                   |

## Результаты
| Соревнование                             | 11/12         | 12/13         | 13/14         | 14/15         | 15/16         | 16/17         | 17/18         | 18/19         | 19/20         |
| Международные                            | Международные | Международные | Международные | Международные | Международные | Международные | Международные | Международные | Международные |
| ---------------------------------------- | ------------- | ------------- | ------------- | ------------- | ------------- | ------------- | ------------- | ------------- | ------------- |
| Зимние Олимпийские игры                  |               |               |               |               |               |               | 12            |               |               |
| Чемпионаты мира                          |               |               |               |               | 12            | 9             | 11            | 2             |               |
| Чемпионаты четырёх континентов           |               |               |               |               |               | 8             | 12            | 2             |               |
| Зимняя Универсиада                       |               |               |               |               |               |               |               | 2             |               |
| Этапы Гран-при. Skate America            |               |               |               |               | 4             |               |               |               |               |
| Этапы Гран-при. Skate Canada             |               |               |               |               | 7             |               |               | 5             |               |
| Этапы Гран-при. Rostelecom Cup           |               |               |               |               |               | 5             | 8             | 6             |               |
| Этапы Гран-при. NHK Trophy               |               |               |               |               |               | 8             |               |               |               |
| Этапы Гран-при. Internationaux de France |               |               |               |               |               |               | 5             |               |               |
| Челленджеры. Мемориал Ондрея Непелы      |               |               |               |               |               |               |               | 2             |               |
| Челленджеры. Finlandia Trophy            |               |               |               |               |               |               |               | 2             |               |
| Челленджеры. Autumn Classic              |               |               |               |               |               | 3             | 3             |               |               |
| Челленджеры. U.S. Classic                |               |               |               |               | 2             | 7             |               |               |               |
| Челленджеры. Золотой конёк Загреба       |               |               |               |               | 2             |               |               |               |               |
| Челленджеры. Кубок Таллина               |               |               |               |               | 2             |               |               |               |               |
| Челленджеры. Minsk-Arena Ice Star        |               |               |               |               |               |               | 1             |               |               |
| Autumn Classic                           |               |               |               |               | 1             |               |               |               |               |
| Зимние Азиатские игры                    |               |               |               |               |               | 3             |               |               |               |
| Shanghai Trophy                          |               |               |               |               |               |               | 2             |               | 2             |
| Национальные                             |               |               |               |               |               |               |               |               |               |
| Чемпионаты Казахстана                    |               |               |               | 1             | 1             | 1             |               |               |               |
| Международные среди юниоров              |               |               |               |               |               |               |               |               |               |
| Чемпионаты мира среди юниоров            |               |               | 11            | 4             | 5             |               |               |               |               |
| Юношеские Олимпийские игры               |               |               |               |               | 3             |               |               |               |               |
| Этапы юниорского Гран-при. Германия      |               |               |               | 2             |               |               |               |               |               |
| Этапы юниорского Гран-при. Япония        |               |               |               | 3             |               |               |               |               |               |
| Этапы юниорского Гран-при. Беларусь      |               |               | 2             |               |               |               |               |               |               |
| Этапы юниорского Гран-при. Эстония       |               |               | 5             |               |               |               |               |               |               |
| Gardena Spring Trophy                    |               |               | 1 (юн.)       |               |               |               |               |               |               |
| New Year’s Cup                           |               |               | 1 (юн.)       |               |               |               |               |               |               |
| NRW Trophy                               | 3 (юн.)       |               |               | 1 (юн.)       |               |               |               |               |               |
| Merano Cup                               |               |               |               | 1 (юн.)       |               |               |               |               |               |
| Первенство России среди юниоров          |               | 13            |               |               |               |               |               |               |               |